# La Feria de Levante

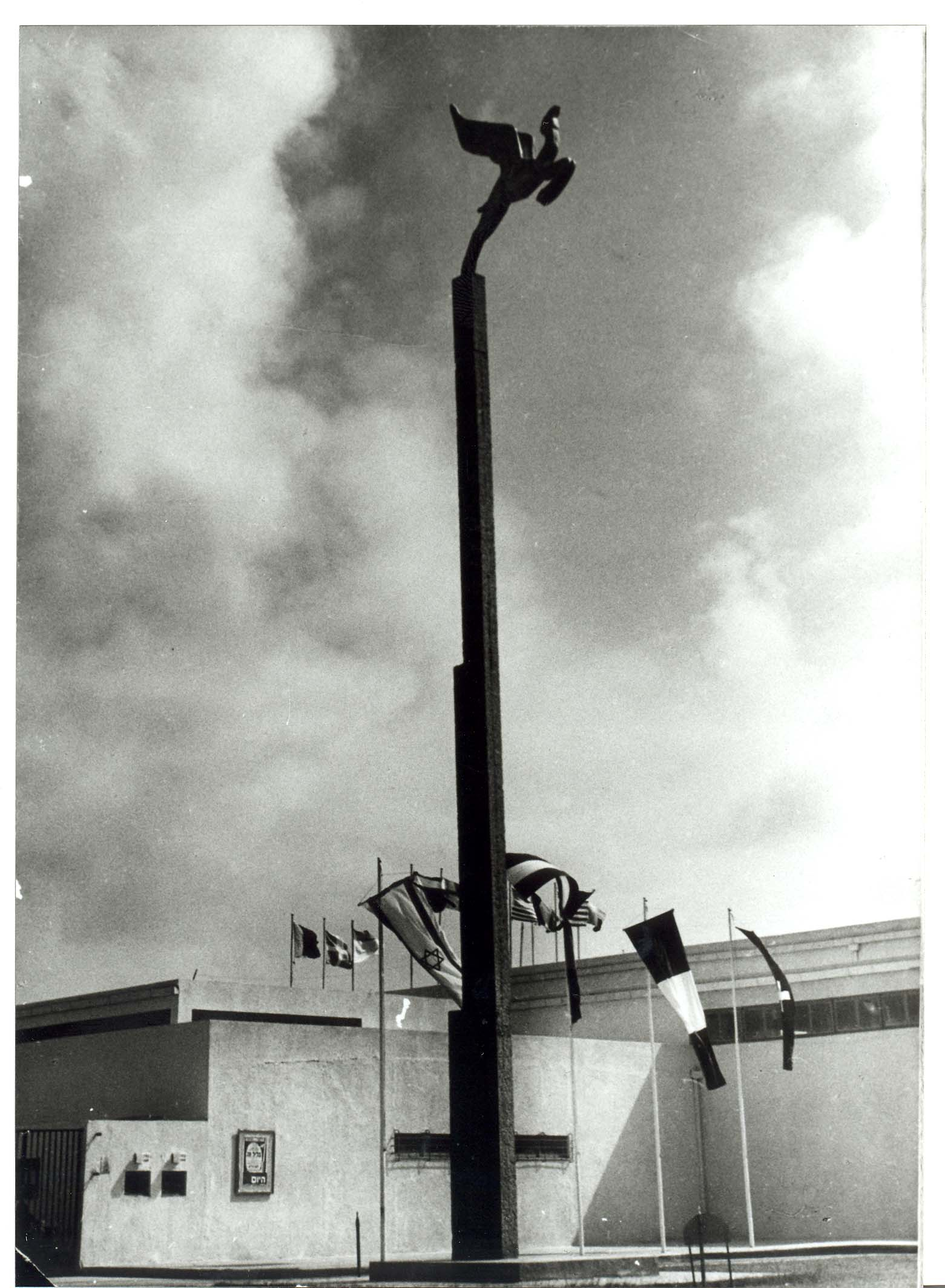
El logo

La Feria de Levante (en hebreo: יריד המזרח; Yarid HaMizrach) fue una feria internacional celebrada en Tel Aviv en los años 1930. Es también el apodo del lugar donde se celebró la feria.

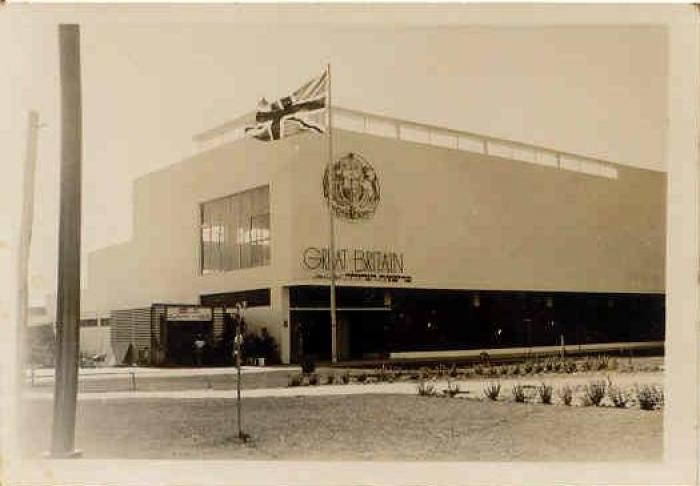
El pabellón británico
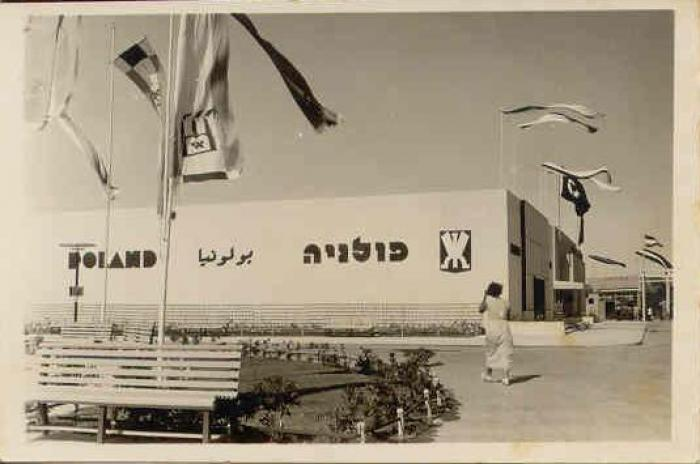
El pabellón polaco
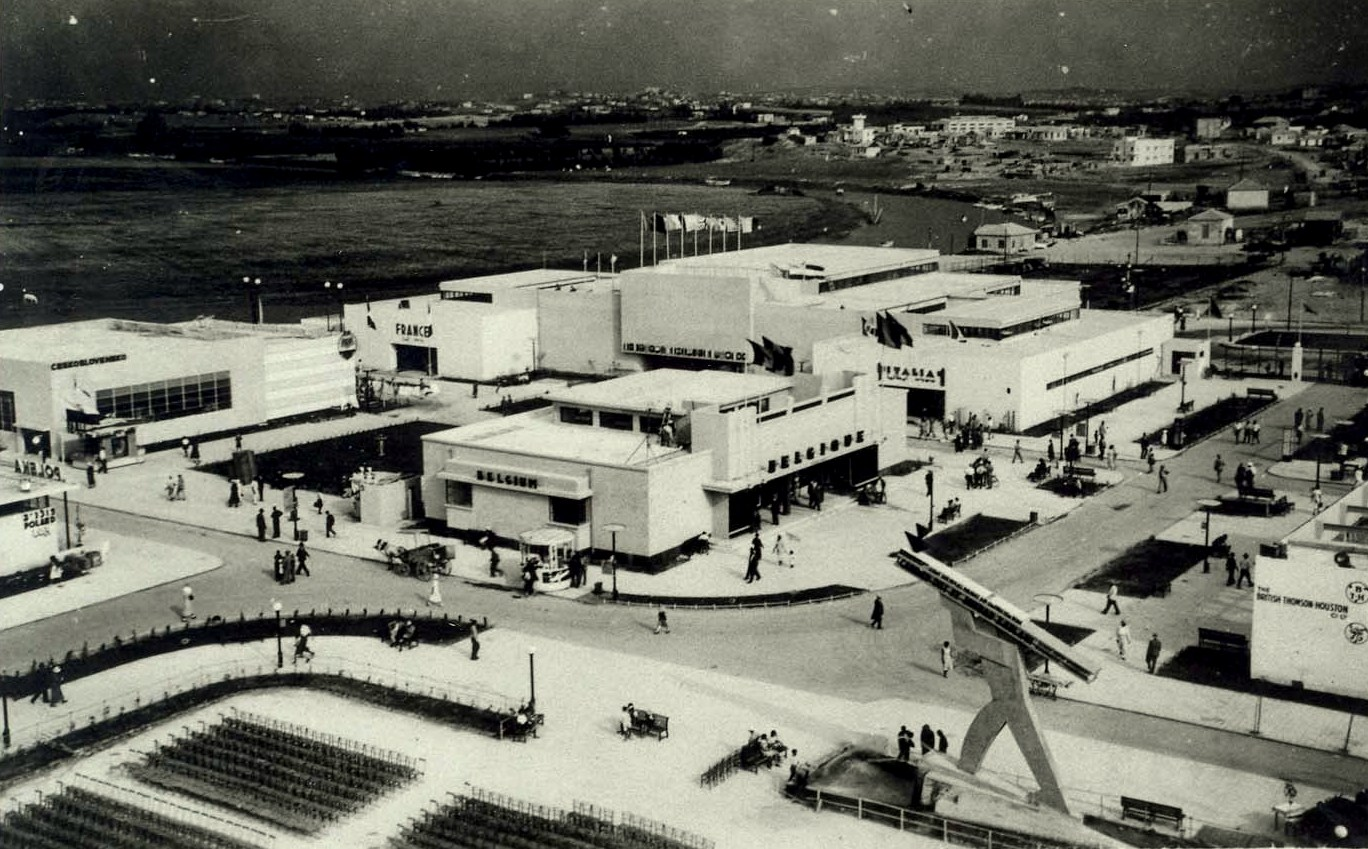
La entrada al recinto, en el fondo - el Pabellón Pabellón belga junto a Italia por el Pabellón de Francia